# كأس الأمير 1970–71
تعتبر بطولة كأس الأمير التي أقيمت في موسم 1970/1971 هي البطولة العاشرة في تاريخ المسابقة، وقد شارك في البطولة 12 فريق.

## الفرق المشاركة
- نادي الكويت
- نادي التضامن الكويتي
- نادي كاظمة
- نادي الفحيحيل
- نادي القادسية الكويتي
- نادي الجهراء (الشهداء)
- نادي السالمية
- نادي خيطان
- نادي اليرموك
- نادي النصر الكويتي
- نادي العربي الكويتي
- نادي الشباب الكويتي

## الدور التمهيدي
- نادي الكويت × نادي التضامن الكويتي (0:5)
- نادي كاظمة × نادي الفحيحيل (0:2)
- نادي القادسية الكويتي × نادي الجهراء (الشهداء) (0:9)
- نادي السالمية × نادي خيطان (0:2)

## الدور الربع نهائي
- نادي الكويت × نادي اليرموك (0:2)
- نادي كاظمة × نادي النصر الكويتي (0:1)
- نادي العربي الكويتي × نادي القادسية الكويتي (3:5) ضربات ترجيحية.
- نادي السالمية × نادي الشباب الكويتي (0:1)

## الدور النصف نهائي
- نادي الكويت × نادي كاظمة (1:3)
- نادي العربي الكويتي × نادي السالمية (2:5)

## النهائي
- نادي العربي الكويتي × نادي الكويت (1:2)

سجل أهداف العربي :
- علي الملا هدفين

سجل هدف الكويت :
- إبراهيم الخشرم

## هداف البطولة
- محمد المسعود (القادسية) 5 أهداف.